# گنریخ یاگودا
گنریخ گریگوریویچ یاگودا‌ (به روسی: Генрих Григорьевич Ягода) (زاده ۷ نوامبر ۱۸۹۱ – مرگ ۱۵ مارس ۱۹۳۸) یک سیاستمدار روس یهودی تبار بود. او اولین رئیس سازمان م ان.ک.و.د یا همان کمیساریای خلق در امور داخل شوروی بود. وی باعث شکنجه و مرگ چندین هزار نفر از شهروندان شوروی به وسیله فرستادن آن‌ها به اردوگاه‌های کار اجباری در سیبری موسوم به گولاگ شد. او همچین بر دادگاه‌های مسکو در دوران پاکسازی بزرگ نظارت داشت.
یاگودا در سال ۱۹۳۷ دستگیر و در ۱۹۳۸ به اتهام توطئه‌گری، جاسوسی و تروتسکیسم محکوم و در همان سال تیر‌باران شد.